# Kides friherreskap
Kides var ett svenskt friherreskap i Kexholms län. Det gavs till riksrådet Axel Lillie den 26 mars 1651 och omfattade en stor del av Kides pogost. 
Friherreskapet innehades av Axel Lillie till dennes död 1662 och därefter av hans son Axel Lillie d.y. Friherreskapet indrogs genom 1680 års reduktion.